# Arnold Winther
Arnold Lauritz Winther (18. juli 1855 på Christianshavn – 12. april 1883 i København) var en dansk maler.
Arnold Winther var søn af restauratør og billardholder Peder Winther og Conradine født Rasmussen. Han malede fortrinsvis i akvarel, han malede i tre år på Den Kongelige Porcelænsfabrik som blomstermaler. Han besøgte kun Kunstakademiets forberedelsesklasse et par kvartaler i 1873. Winther udstillede imidlertid en nature morte, som var en opstilling med frugter, glas, en vifte og blomster arrangeret på et dækket bord. Winther udstillede på Charlottenborg Forårsudstilling 1876, 1879, 1881-83 og i Kunstnerforeningen af 18. november, 1882. Et af hans udstillede værker, Efter desserten blev solgt til Göteborg, mens et efter hans død udstillet billede Nature morte tilhørte grosserer Arnold Gamél. Akvarellen Kirsebær fandtes tidligere i Johan Hansens samling.
Han døde ugift og er begravet på Garnisons Kirkegård.
Winther er repræsenteret i Den Kongelige Kobberstiksamling.

## Ekstern henvisning og kilde
- Arnold Winther på Kunstindeks Danmark/Weilbachs Kunstnerleksikon